# Copa Stanley

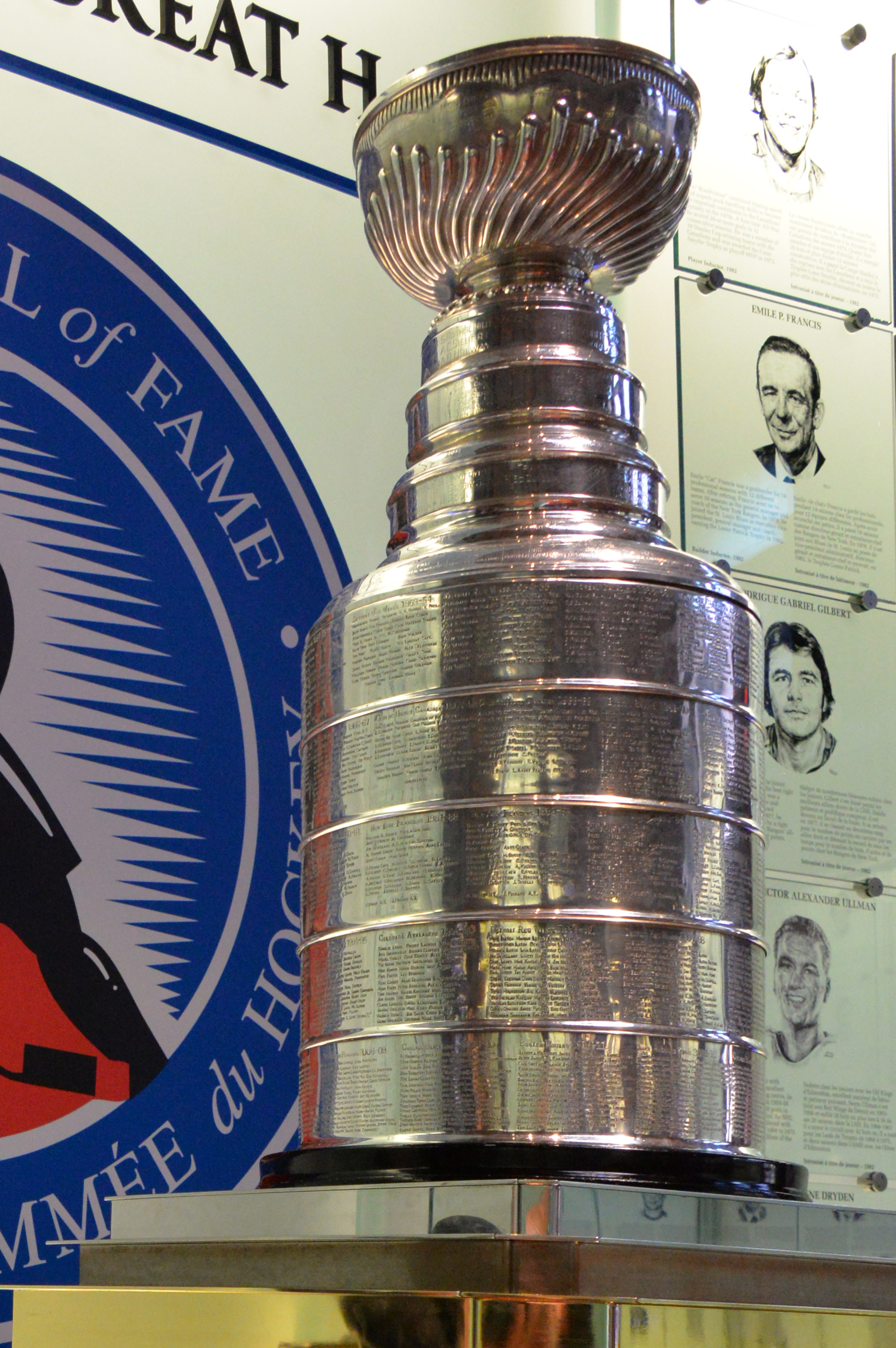
Atual Copa Stanley, com o nome das equipes vencedoras

A Copa Stanley (Stanley Cup, em inglês; Coupe Stanley, em francês) é o troféu dado à equipe vencedora da NHL, principal liga de hóquei no gelo do mundo. É disputado desde 1893, sendo uma das taças em disputa há mais tempo. O campeão de 2023-24 é o Florida Panthers.

## História

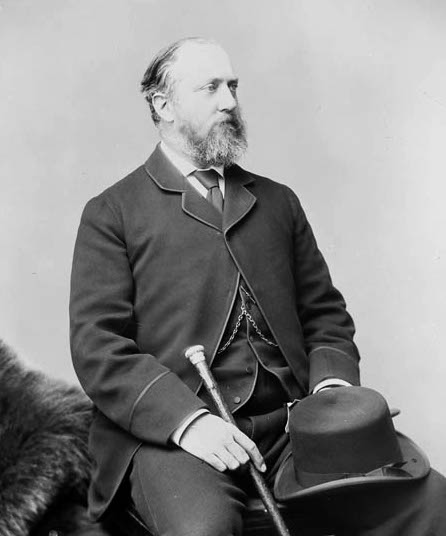
Lorde Stanley de Preston.

Tudo começou em 18 de março de 1892, em um jantar da Associação Atlética Amadora de Ottawa. Lord Kilcoursie, um jogador do Ottawa Rebels, um clube de hóquei, entregava a seguinte mensagem em nome de Lord Stanley, Governador-geral do Canadá:
| “ | Eu tenho pensado que seria uma coisa boa se houvesse um torneio (Challenger) que fosse disputado todo ano e que fosse dado à equipe de hóquei campeã no Território (do Canadá) um troféu. Como não parece ter um sinal externo de um torneio no presente, e considerando o interesse geral, e a importância de ter o esporte praticado aqui e sob as regras reconhecidas geralmente, eu estou disposto dar uma Taça, que seja entregue ano a ano para a equipe vencedora. | ” |

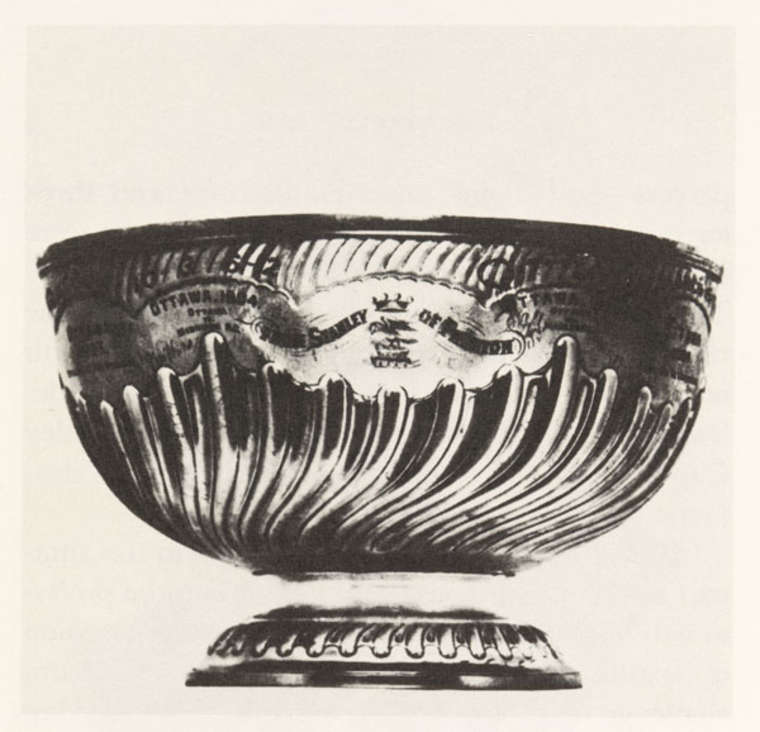
A taça doada por Lord Stanley de Preston

Logo depois disso, Lord Stanley comprou uma taça de prata que mede sete polegadas e meia de altura por onze polegadas e meia transversalmente pela soma de dez guineas (aproximadamente cinquenta dólares). Apontando dois senhores de Ottawa, o xerife John Sweetland e Philip D. Ross, como guardiães (trustees) dessa taça, combinou as seguintes circunstâncias preliminares, para administração da competição, com período anual: 
- Os vencedores deveriam devolver a taça em bom estado quando requerido pelos guardiães, a fim de que pudesse ser entregue ao novo vencedor.
- Cada equipe vencedora teria o nome do clube e o ano gravados em um anel de prata em torno da taça.
- A taça é transitória e não é propriedade de nenhuma equipe, mesmo se vencida mais de uma vez.
- Os guardiães mantêm a autoridade absoluta em todas as situações ou disputas sobre o vencedor da taça.
- Um guardião substituto poderá ser nomeado, caso um dos guardiães existentes deixe a função.[1]

O primeiro vencedor da Copa Stanley foi o Clube Atlético Amador de Hóquei da Associação de Montreal (AAA), campeão da Associação Amadora de Hóquei de Canadá em 1893. Ironicamente, Lord Stanley nunca testemunhou um jogo do torneio, retornando a sua Inglaterra natal no meio da temporada 1893. Não obstante, o legado do seu troféu tornou a NHL uma das mais prestigiadas ligas do mundo.
A Copa Stanley é o único troféu de ligas profissionais norte-americanos que pode ser tocado por torcedores comuns.

## Número de disputas da Copa Stanley por franquia
Abaixo segue a lista de campeões da Copa Stanley e seus registros nas finais desde 1915, ano em que a taça passou a ser disputada anualmente. Antes de 1915, quando era um Challenger, diversas equipes poderiam desafiar o campeão do ano anterior, assim não havia um claro vencedor anual.
| Num | Time                         | V  | D  | PCT   |
| --- | ---------------------------- | -- | -- | ----- |
| 34  | Montreal Canadiens           | 24 | 10 | 70,5% |
| 24  | Detroit Red Wings            | 11 | 13 | 45,8% |
| 21  | Toronto Maple Leafs*         | 13 | 8  | 61,9% |
| 19  | Boston Bruins                | 6  | 13 | 31,6% |
| 13  | Chicago Blackhawks           | 6  | 7  | 46,2% |
| 11  | New York Rangers             | 4  | 7  | 36,3% |
| 9   | Edmonton Oilers              | 5  | 4  | 55%   |
| 8   | Philadelphia Flyers          | 2  | 6  | 25%   |
| 6   | Pittsburgh Penguins          | 5  | 1  | 84%   |
| 5   | Ottawa Senators (original)** | 4  | 1  | 80%   |
| 5   | New York Islanders           | 4  | 1  | 80%   |
| 5   | New Jersey Devils            | 3  | 2  | 60%   |
| 5   | Dallas Stars***              | 1  | 4  | 20%   |
| 4   | Florida Panthers             | 2  | 2  | 50%   |
| 4   | Vancouver Millionaires       | 1  | 3  | 25%   |
| 4   | St. Louis Blues              | 1  | 3  | 25%   |
| 4   | Tampa Bay Lightning          | 3  | 1  | 75%   |
| 3   | Los Angeles Kings            | 2  | 1  | 66,7% |
| 3   | Montreal Maroons             | 2  | 1  | 66,7% |
| 3   | Calgary Flames               | 1  | 2  | 33,3% |
| 3   | Vancouver Canucks            | 0  | 3  | 0%    |
| 3   | Colorado Avalanche           | 3  | 0  | 100%  |
| 2   | Anaheim Ducks                | 1  | 1  | 50%   |
| 2   | Carolina Hurricanes          | 1  | 1  | 50%   |
| 2   | Seattle Metropolitans        | 1  | 1  | 50%   |
| 2   | Victoria Cougars             | 1  | 1  | 50%   |
| 2   | Washington Capitals          | 1  | 1  | 50%   |
| 2   | Vegas Golden Knights         | 1  | 1  | 50%   |
| 2   | Buffalo Sabres               | 0  | 2  | 0%    |
| 1   | Nashville Predators          | 0  | 1  | 0%    |
| 1   | San Jose Sharks              | 0  | 1  | 0%    |
| 1   | Ottawa Senators****          | 0  | 1  | 0%    |
| 1   | Portland Rosebuds            | 0  | 1  | 0%    |
| 1   | Edmonton Eskimos             | 0  | 1  | 0%    |
| 1   | Calgary Tigers               | 0  | 1  | 0%    |

* - Incluídos os títulos do Toronto Arenas e do Toronto St. Pats; estes eram as antigas denominações do Toronto Maple Leafs.
** - Time fundado em 1883 e extinto em 1935.
*** - Incluídas duas finais de séries perdidas com o nome Minnesota North Stars.
**** - Time fundado em 1992, ainda presente na NHL, sem correlação com o antigo.

## Campeões

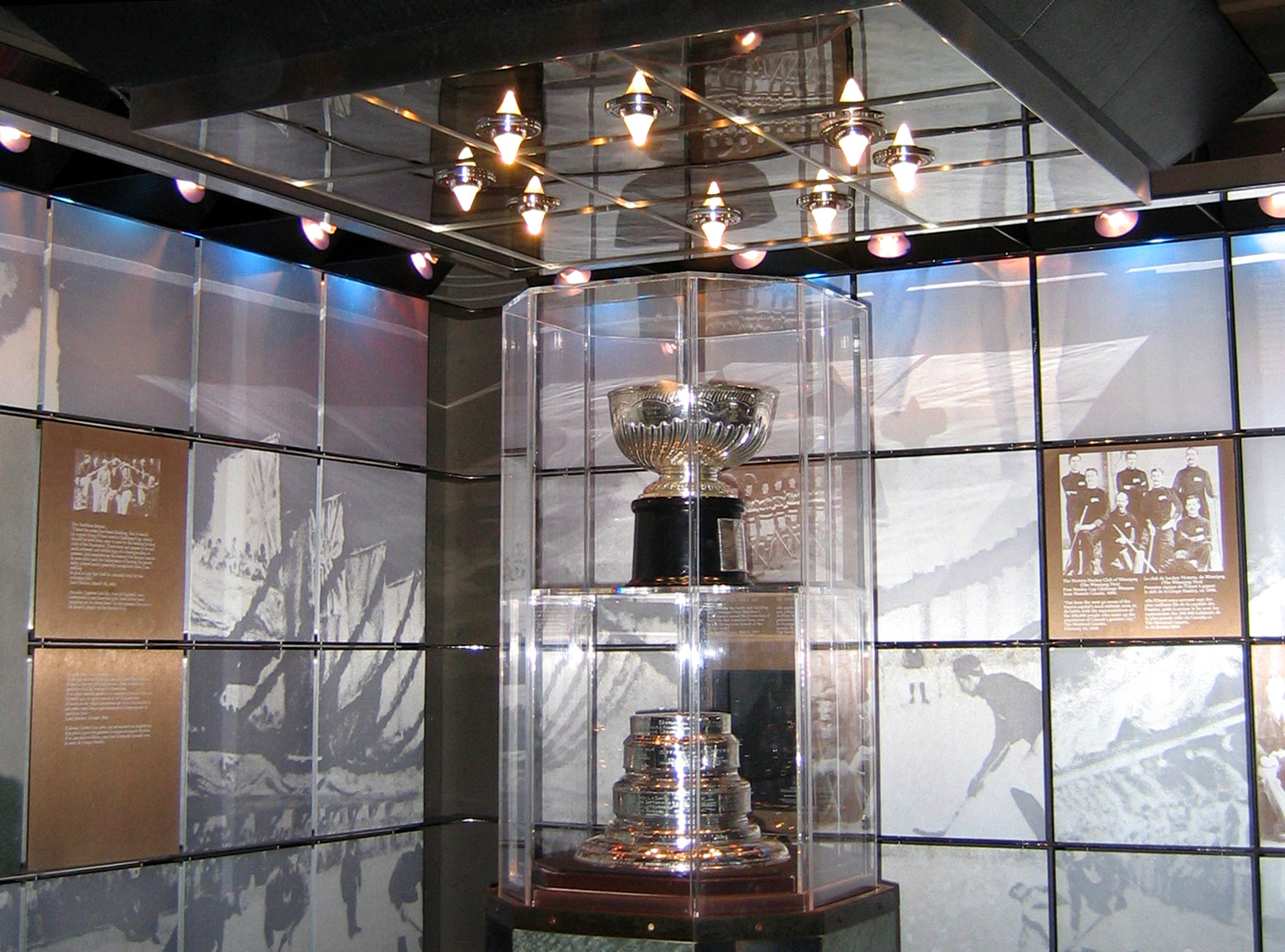
A Copa Stanley original, atualmente guardada do Hockey Hall of Fame, em Toronto.

| Ano                                                       | Campeão                                                                                              | Vice                                                                                                 |
| --------------------------------------------------------- | --- | --- |
| 2024-25                                                   | Florida Panthers                                                                                     | Edmonton Oilers                                                                                      |
| 2023-24                                                   | Florida Panthers                                                                                     | Edmonton Oilers                                                                                      |
| 2022-23                                                   | Vegas Golden Knights                                                                                 | Florida Panthers                                                                                     |
| 2021-22                                                   | Colorado Avalanche                                                                                   | Tampa Bay Lightning                                                                                  |
| 2020-21                                                   | Tampa Bay Lightning                                                                                  | Montreal Canadiens                                                                                   |
| 2019-20                                                   | Tampa Bay Lightning                                                                                  | Dallas Stars                                                                                         |
| 2018-19                                                   | St. Louis Blues                                                                                      | Boston Bruins                                                                                        |
| 2017-18                                                   | Washington Capitals                                                                                  | Vegas Golden Knights                                                                                 |
| 2016-17                                                   | Pittsburgh Penguins                                                                                  | Nashville Predators                                                                                  |
| 2015-16                                                   | Pittsburgh Penguins                                                                                  | San Jose Sharks                                                                                      |
| 2014-15                                                   | Chicago Blackhawks                                                                                   | Tampa Bay Lightning                                                                                  |
| 2013-14                                                   | Los Angeles Kings                                                                                    | New York Rangers                                                                                     |
| 2012-13                                                   | Chicago Blackhawks                                                                                   | Boston Bruins                                                                                        |
| 2011-12                                                   | Los Angeles Kings                                                                                    | New Jersey Devils                                                                                    |
| 2010-11                                                   | Boston Bruins                                                                                        | Vancouver Canucks                                                                                    |
| 2009-10                                                   | Chicago Blackhawks                                                                                   | Philadelphia Flyers                                                                                  |
| 2008-09                                                   | Pittsburgh Penguins                                                                                  | Detroit Red Wings                                                                                    |
| 2007-08                                                   | Detroit Red Wings                                                                                    | Pittsburgh Penguins                                                                                  |
| 2006-07                                                   | Anaheim Ducks                                                                                        | Ottawa Senators                                                                                      |
| 2005-06                                                   | Carolina Hurricanes                                                                                  | Edmonton Oilers                                                                                      |
| 2004-05                                                   | Não disputado por conta do locaute.                                                                  | Não disputado por conta do locaute.                                                                  |
| 2003-04                                                   | Tampa Bay Lightning                                                                                  | Calgary Flames                                                                                       |
| 2002-03                                                   | New Jersey Devils                                                                                    | Anaheim Mighty Ducks                                                                                 |
| 2001-02                                                   | Detroit Red Wings                                                                                    | Carolina Hurricanes                                                                                  |
| 2000-01                                                   | Colorado Avalanche                                                                                   | New Jersey Devils                                                                                    |
| 1999-2000                                                 | New Jersey Devils                                                                                    | Dallas Stars                                                                                         |
| 1998-99                                                   | Dallas Stars                                                                                         | Buffalo Sabres                                                                                       |
| 1997-98                                                   | Detroit Red Wings                                                                                    | Washington Capitals                                                                                  |
| 1996-97                                                   | Detroit Red Wings                                                                                    | Philadelphia Flyers                                                                                  |
| 1995-96                                                   | Colorado Avalanche                                                                                   | Florida Panthers                                                                                     |
| 1994-95                                                   | New Jersey Devils                                                                                    | Detroit Red Wings                                                                                    |
| 1993-94                                                   | New York Rangers                                                                                     | Vancouver Canucks                                                                                    |
| 1992-93                                                   | Montreal Canadiens                                                                                   | Los Angeles Kings                                                                                    |
| 1991-92                                                   | Pittsburgh Penguins                                                                                  | Chicago Blackhawks                                                                                   |
| 1990-91                                                   | Pittsburgh Penguins                                                                                  | Minnesota North Stars                                                                                |
| 1989-90                                                   | Edmonton Oilers                                                                                      | Boston Bruins                                                                                        |
| 1988-89                                                   | Calgary Flames                                                                                       | Montreal Canadiens                                                                                   |
| 1987-88                                                   | Edmonton Oilers                                                                                      | Boston Bruins                                                                                        |
| 1986-87                                                   | Edmonton Oilers                                                                                      | Philadelphia Flyers                                                                                  |
| 1985-86                                                   | Montreal Canadiens                                                                                   | Calgary Flames                                                                                       |
| 1984-85                                                   | Edmonton Oilers                                                                                      | Philadelphia Flyers                                                                                  |
| 1983-84                                                   | Edmonton Oilers                                                                                      | New York Islanders                                                                                   |
| 1982-83                                                   | New York Islanders                                                                                   | Edmonton Oilers                                                                                      |
| 1981-82                                                   | New York Islanders                                                                                   | Vancouver Canucks                                                                                    |
| 1980-81                                                   | New York Islanders                                                                                   | Minnesota North Stars                                                                                |
| 1979-80                                                   | New York Islanders                                                                                   | Philadelphia Flyers                                                                                  |
| 1978-79                                                   | Montreal Canadiens                                                                                   | New York Rangers                                                                                     |
| 1977-78                                                   | Montreal Canadiens                                                                                   | Boston Bruins                                                                                        |
| 1976-77                                                   | Montreal Canadiens                                                                                   | Boston Bruins                                                                                        |
| 1975-76                                                   | Montreal Canadiens                                                                                   | Philadelphia Flyers                                                                                  |
| 1974-75                                                   | Philadelphia Flyers                                                                                  | Buffalo Sabres                                                                                       |
| 1973-74                                                   | Philadelphia Flyers                                                                                  | Boston Bruins                                                                                        |
| 1972-73                                                   | Montreal Canadiens                                                                                   | Chicago Blackhawks                                                                                   |
| 1971-72                                                   | Boston Bruins                                                                                        | New York Rangers                                                                                     |
| 1970-71                                                   | Montreal Canadiens                                                                                   | Chicago Blackhawks                                                                                   |
| 1969-70                                                   | Boston Bruins                                                                                        | St. Louis Blues                                                                                      |
| 1968-69                                                   | Montreal Canadiens                                                                                   | St. Louis Blues                                                                                      |
| 1967-68                                                   | Montreal Canadiens                                                                                   | St. Louis Blues                                                                                      |
| 1966-67                                                   | Toronto Maple Leafs                                                                                  | Montreal Canadiens                                                                                   |
| 1965-66                                                   | Montreal Canadiens                                                                                   | Detroit Red Wings                                                                                    |
| 1964-65                                                   | Montreal Canadiens                                                                                   | Chicago Blackhawks                                                                                   |
| 1963-64                                                   | Toronto Maple Leafs                                                                                  | Detroit Red Wings                                                                                    |
| 1962-63                                                   | Toronto Maple Leafs                                                                                  | Detroit Red Wings                                                                                    |
| 1961-62                                                   | Toronto Maple Leafs                                                                                  | Chicago Blackhawks                                                                                   |
| 1960-61                                                   | Chicago Blackhawks                                                                                   | Detroit Red Wings                                                                                    |
| 1959-60                                                   | Montreal Canadiens                                                                                   | Toronto Maple Leafs                                                                                  |
| 1958-59                                                   | Montreal Canadiens                                                                                   | Toronto Maple Leafs                                                                                  |
| 1957-58                                                   | Montreal Canadiens                                                                                   | Boston Bruins                                                                                        |
| 1956-57                                                   | Montreal Canadiens                                                                                   | Boston Bruins                                                                                        |
| 1955-56                                                   | Montreal Canadiens                                                                                   | Detroit Red Wings                                                                                    |
| 1954-55                                                   | Detroit Red Wings                                                                                    | Montreal Canadiens                                                                                   |
| 1953-54                                                   | Detroit Red Wings                                                                                    | Montreal Canadiens                                                                                   |
| 1952-53                                                   | Montreal Canadiens                                                                                   | Boston Bruins                                                                                        |
| 1951-52                                                   | Detroit Red Wings                                                                                    | Montreal Canadiens                                                                                   |
| 1950-51                                                   | Toronto Maple Leafs                                                                                  | Montreal Canadiens                                                                                   |
| 1949-50                                                   | Detroit Red Wings                                                                                    | New York Rangers                                                                                     |
| 1948-49                                                   | Toronto Maple Leafs                                                                                  | Detroit Red Wings                                                                                    |
| 1947-48                                                   | Toronto Maple Leafs                                                                                  | Detroit Red Wings                                                                                    |
| 1946-47                                                   | Toronto Maple Leafs                                                                                  | Montreal Canadiens                                                                                   |
| 1945-46                                                   | Montreal Canadiens                                                                                   | Boston Bruins                                                                                        |
| 1944-45                                                   | Toronto Maple Leafs                                                                                  | Detroit Red Wings                                                                                    |
| 1943-44                                                   | Montreal Canadiens                                                                                   | Chicago Blackhawks                                                                                   |
| 1942-43                                                   | Detroit Red Wings                                                                                    | Boston Bruins                                                                                        |
| 1941-42                                                   | Toronto Maple Leafs                                                                                  | Detroit Red Wings                                                                                    |
| 1940-41                                                   | Boston Bruins                                                                                        | Detroit Red Wings                                                                                    |
| 1939-40                                                   | New York Rangers                                                                                     | Toronto Maple Leafs                                                                                  |
| 1938-39                                                   | Boston Bruins                                                                                        | Toronto Maple Leafs                                                                                  |
| 1937-38                                                   | Chicago Blackhawks                                                                                   | Toronto Maple Leafs                                                                                  |
| 1936-37                                                   | Detroit Red Wings                                                                                    | New York Rangers                                                                                     |
| 1935-36                                                   | Detroit Red Wings                                                                                    | Toronto Maple Leafs                                                                                  |
| 1934-35                                                   | Montreal Maroons                                                                                     | Toronto Maple Leafs                                                                                  |
| 1933-34                                                   | Chicago Black Hawks                                                                                  | Detroit Red Wings                                                                                    |
| 1932-33                                                   | New York Rangers                                                                                     | Toronto Maple Leafs                                                                                  |
| 1931-32                                                   | Toronto Maple Leafs                                                                                  | New York Rangers                                                                                     |
| 1930-31                                                   | Montreal Canadiens                                                                                   | Chicago Black Hawks                                                                                  |
| 1929-30                                                   | Montreal Canadiens                                                                                   | Boston Bruins                                                                                        |
| 1928-29                                                   | Boston Bruins                                                                                        | New York Rangers                                                                                     |
| 1927-28                                                   | New York Rangers                                                                                     | Montreal Maroons                                                                                     |
| 1926-27                                                   | Ottawa Senators                                                                                      | Boston Bruins                                                                                        |
| A NHL assume o controle da Copa Stanley depois de 1925-26 | | |
| 1925-26                                                   | Montreal Maroons                                                                                     | Victoria Cougars                                                                                     |
| 1924-25                                                   | Victoria Cougars                                                                                     | Montreal Canadiens                                                                                   |
| 1923-24                                                   | Montreal Canadiens                                                                                   | Calgary Tigers                                                                                       |
| 1922-23                                                   | Ottawa Senators                                                                                      | Edmonton Eskimos                                                                                     |
| 1921-22                                                   | Toronto St. Pats                                                                                     | Vancouver Millionaires                                                                               |
| 1920-21                                                   | Ottawa Senators                                                                                      | Vancouver Millionaires                                                                               |
| 1919-20                                                   | Ottawa Senators                                                                                      | Seattle Metropolitans                                                                                |
| 1918-19                                                   | Sem campeão (a série envolvendo Montreal e Seattle foi cancelada por causa da epidemia de influenza) | Sem campeão (a série envolvendo Montreal e Seattle foi cancelada por causa da epidemia de influenza) |
| 1917-18                                                   | Toronto Arenas                                                                                       | Vancouver Millionaires                                                                               |
| 1916-17                                                   | Seattle Metropolitans                                                                                | Montreal Canadiens                                                                                   |
| 1915-16                                                   | Montreal Canadiens                                                                                   | Portland Rosebuds                                                                                    |
| 1914-15                                                   | Vancouver Millionaires                                                                               | Ottawa Senators                                                                                      |
| 1914                                                      | Toronto Blueshirts                                                                                   | |
| 1913                                                      | Quebec Bulldogs                                                                                      | |
| 1912                                                      | Quebec Bulldogs                                                                                      | |
| 1911                                                      | Ottawa Senators                                                                                      | |
| 1910                                                      | Montreal Wanderers/Ottawa Senators                                                                   | |
| 1909                                                      | Ottawa Senators                                                                                      | |
| 1908                                                      | Montreal Wanderers                                                                                   | |
| 1907                                                      | Montreal Wanderers/Kenora Thistles                                                                   | |
| 1906                                                      | Montreal Wanderers                                                                                   | Ottawa Silver Seven                                                                                  |
| 1905                                                      | Ottawa Silver Seven                                                                                  | |
| 1904                                                      | Ottawa Silver Seven                                                                                  | |
| 1903                                                      | Ottawa Silver Seven/Montreal AAA                                                                     | |
| 1902                                                      | Montreal AAA/Winnipeg Victorias                                                                      | |
| 1901                                                      | Winnipeg Victorias                                                                                   | |
| 1900                                                      | Montreal Shamrocks                                                                                   | |
| 1899                                                      | Montreal Shamrocks/Montreal Victorias                                                                | |
| 1898                                                      | Montreal Victorias                                                                                   | |
| 1897                                                      | Montreal Victorias                                                                                   | |
| 1896                                                      | Montreal Victorias/Winnipeg Victorias                                                                | |
| 1895                                                      | Montreal Victorias                                                                                   | |
| 1894                                                      | Montreal AAA                                                                                         | |
| 1893                                                      | Montreal AAA                                                                                         | |